# دهقان‌آباد (جیلی‌کول)
دهقان‌آباد جماعت و شهرکی در جنوب غربی کشور تاجیکستان است که در ناحیهٔ جیلی‌کول ولایت ختلان قرار دارد. جمعیت این جماعت ۲۲۶۶۶ است.